# Oxosav
Az oxosavak oxigént tartalmazó savak. Pontosabban olyan savak, amelyek:
1. oxigént tartalmaznak;
2. legalább egy másik kémiai elemet is tartalmaznak;
3. legalább egy oxigénatomhoz kapcsolódó hidrogénatomot tartalmaznak; és
4. egy vagy több proton leadásával iont képeznek.[1]

Néhol az oxisav név is előfordul, de ennek használatát nem javasolják.
Az oxosavak általában összetett ionok, melyeken található egy (vagy több) hidrogén kation.
Lavoisier eredeti elmélete szerint minden sav tartalmaz oxigént, melyet a görög οξυς (oxys) (sav, savanyú) és γεινομαι (geinomai) (képezni) után neveztek el. Később felfedezték, hogy néhány sav (például a sósav) nem tartalmaz oxigént, ezért a savakat tovább osztották oxosavakra és az újfajta hidrogénsavakra.
Példák oxosavakra:
- karbonsavak
- kénsav
- salétromsav
- foszforsav
- Halogén-oxosavak: hipoklórossav; klórossav; klórsav; perklórsav; perbrómsav; perjódsav

Nem oxosav (hanem hidrogénsav) például:
- sósav
- hidrogén-fluorid
- hidrogén-bromid
- hidrogén-jodid

Az oxosavakban a savas hidrogén oxigénatomhoz kapcsolódik, ezért a kötés erőssége (hossza) – a biner nemfém-hidridekkel ellentétben – nem befolyásolja az oxosavak erősségét, ehelyett a központi atom (E) elektronegativitása és a hozzá kapcsolódó oxigénatomok száma a meghatározó. Ugyanazon E központi atom esetén a sav erőssége növekszik, amint E-hez egyre több oxigén kapcsolódik. Ha E-hez ugyanannyi oxigén kapcsolódik, akkor a sav annál erősebb, minél nagyobb E elektronegativitása.

## Lásd még
- Sav
- Elektronegativitás

## Fordítás
- Ez a szócikk részben vagy egészben az Oxoacid című angol Wikipédia-szócikk ezen változatának fordításán alapul.  Az eredeti cikk szerkesztőit annak laptörténete sorolja fel. Ez a jelzés csupán a megfogalmazás eredetét és a szerzői jogokat jelzi, nem szolgál a cikkben szereplő információk forrásmegjelöléseként.

## Külső hivatkozások
- A IUPAC „oxosav” definíciója (angolul) (A „Gold Book”-ból)